# چندجمله‌ای کمینه (نظریه میدان)
چندجمله‌ای کمینه (به انگلیسی: minimal polynomial) (یا «چندجمله‌ای مینیمال»)، در نظریه میدان‌ها که شاخه‌ای از ریاضیات است، برای یک عنصر α از یک میدان، به صورت تقریبی، یک چندجمله‌ای با کمترین درجه (که ضرایبش در آن میدان است) به این صورت است که α ریشه چندجمله‌ای باشد. اگر چندجمله‌ای α موجود باشد، آنوقت حتماً یکتا است. ضریب جمله دارای بالاترین-درجه در چندجمله‌ای باید حتماً ۱ باشد، و نوع مابقی ضرایب می‌تواند عدد صحیح، عدد گویا، عدد حقیقی، یا موارد دیگر باشد.
به صورت صوری‌تر، یک چندجمله‌ای کمینه نسبت به توسیع میدانی E/F و یک عنصر از توسیع میدان E/F تعریف می‌شود. چندجمله‌ای کمینه برای یک عنصر، اگر موجود باشد، آنوقت عضوی از F[x] (حلقه چندجمله‌ای‌ها در متغیر x با ضرایبی در F) است. اگر به ما عنصر α از E داده شده باشد، فرض کنید که Jα مجموعه همه چندجمله‌ای‌های f(x) در F[x] باشد به این صورت که f(α) = ۰ باشد. به عنصر α صفر یا ریشه هر چندجمله‌ای در Jα گفته می‌شود. مجموعه Jα به این دلیل این نام را دارد که یک ایده‌آل F[x] است. چندجمله‌ای صفر، که همه ضرایبش ۰ می‌باشد، در هر Jα موجود می‌باشد زیرا برای همه αها و i‌ها معادله 0αi = ۰ درست است. این موضوع چندجمله‌ای صفر را برای طبقه‌بندی مقادیر مختلف α به انواع مختلف بیفایده می‌سازد، از این رو یک استثنا است. اگر یک چندجمله‌ای غیر-صفری در Jα موجود باشد، آنوقت به α یک عنصر جبری روی F گفته می‌شود، و در آن‌صورت حتماً یک چندجمله‌ای تکین با درجه حداقلی در Jα موجود است. این یک چندجمله‌ای کمینه از α نسبت به E/F است. این چندجمله‌ای یکتا است و روی F تحویل‌ناپذیر است. اگر چندجمله‌ای صفر تنها عضو Jα باشد، آنوقت به α عضو متعالی روی F گفته می‌شود، که هیچ چندجمله‌ای کمینه‌ای نسبت به E/F ندارد.
چندجمله‌ای‌های کمینه برای ساخت و تحلیل توسیع‌های میدان مفید هستند. وقتیکه α با چندجمله‌ای کمینه a(x) جبری باشد، کوچکترین میدانی که شامل F و α است با حلقه خارج‌قسمتی F[x]/⟨a(x)⟩ یکریخت است، که در آن ⟨a(x)⟩ ایده‌آل F[x] است که توسط a(x) تولید شده‌است. از چندجمله‌ای‌های کمینه برای تعریف عناصر مزدوج هم استفاده می‌شود.